# Przecieszyn
Przecieszyn – wieś w Polsce, położona w województwie małopolskim, w powiecie oświęcimskim, w gminie Brzeszcze.

## Nazwa
Nazwa ma średniowieczny rodowód i notowana jest co najmniej od XV wieku. W historii przybierała wiele różnych form. W 1445 z Przetieszyna, 1447 Prziczesin, 1453 Przerzyszyn, 1468 z Przeczessina, 1470-80 Przeczeschyn, 1503 z Przetreszyna, 1529 Przeczyeschin, 1564 Przeczieszyn, 1581 Przeczieszin, 1700 Przeczesin, 1888 Przecieszyn, 1921 Przecieszyn, 1964 Przecieszyn. Nazwa pochodzi od nazwy osobowej Przeciesza i oznacza: ciasny, przyciasny z dodatkiem sufiksu -in.
| SIMC    | Nazwa   | Rodzaj    |
| ------- | ------- | --------- |
| 0213233 | Chałupy | część wsi |
| 0213240 | Nawsie  | część wsi |
| 0213256 | Parcele | część wsi |

## Historia
W latach 1441–1445 właścicielem wsi był niejaki Gothardus. W dokumencie sprzedaży księstwa oświęcimskiego Koronie Polskiej przez Jana IV oświęcimskiego wystawionym 21 lutego 1457 miejscowość wymieniona została jako Przeceszyn. Nazwę miejscowości w zlatynizowanej staropolskiej formie Przeczeschyn wymienia w latach 1470–1480 Jan Długosz w księdze Liber beneficiorum dioecesis Cracoviensis.
Miejscowość była wsią szlachecką. W czasach Długosza należała do rodu Skidzińskich herbu Topór – Marka, Jana i Michała wywodzących się z sąsiedniego Skidzinia. Później była własnością pisarza ziemskiego zatorskiego Macieja Lubońskiego herbu Leszczyc.
W 1564 roku wraz z całym księstwem oświęcimskim i zatorskim miejscowość leżała w Małopolsce w granicach Korony Królestwa Polskiego, znajdowała się w województwie krakowskim w powiecie śląskim. W 1581 roku znajdowały się w niej 2 łany kmiece, 5 zagród z rolą, 2 komorników i 1 rzemieślnik.
Po unii lubelskiej w 1569 księstwo Oświęcimia i Zatora stało się częścią Rzeczypospolitej Obojga Narodów w granicach, której pozostawało do I rozbioru Polski w 1772.
Po rozbiorach Polski wieś znalazła się w zaborze austriackim. W XIX-wiecznym Słowniku geograficznym Królestwa Polskiego miejscowość wymieniona jest w powiecie bialskim w Galicji. Według austriackiego spisu powszechnego pod koniec XIX wieku we wsi było 49 domów, w których mieszkało 305 mieszkańców.
Po I wojnie światowej wieś znalazła się w granicach II RP. Po wybuchu II wojny światowej w 1939 roku zajęta została przez wojska niemieckie i wcielono ją do III Rzeszy. We wsi funkcjonował polski ruch oporu. Mieszkańcy w czasie niemieckiej okupacji nieśli pomoc więźniom niemieckiego, nazistowskiego obozu koncentracyjnego KL Auschwitz .
W latach 1954-1961 wieś była siedzibą gromady Przecieszyn, po jej zniesieniu w gromadzie Jawiszowice. W latach 1975–1998 miejscowość administracyjnie należała do województwa katowickiego. Po reformie administracyjnej z 1999 roku wieś włączono w granice Małopolski.

## Obiekty
We wsi jest parafia pw. Matki Boskiej Częstochowskiej. Jest także żwirownia „Przecieszyn” oraz klub sportowy LKS Przecieszyn, w którym grał Krzysztof Chrapek (obecnie BKS Stal Bielsko-Biała).

## Znane osoby z Przecieszyna
We wsi mieszka była premier RP Beata Szydło.